# Собещаков Сергій Михайлович
Сергій Михайлович Собещаков (нар. 3 березня 1972, Миколаїв, СРСР) — радянський та український футболіст, воротар. Срібний призер чемпіонату та фіналіст кубку Молдови сезону 2011/12 років.

## Кар'єра гравця
У 13-річному віці вступив до Московської ЕШВСМ, де близько чотирьох років навчався воротарському майстерності. Перший тренер - М.В. Гора. У 1988 році, після розформування інтернату, перевівся до Києва, де продовжив навчання у тренера В.А. Горбача. Захищав ворота збірної УРСР на всесоюзній спартакіаді школярів, де українці зайняли друге місце.
Першою дорослою командою футболіста став миколаївський «Суднобудівник». У 1990 році Собещаков був третім воротарем «корабелів», яких тренував Іван Балан - колишній воротар. У 1991 році був призваний в армію. Під час служби грав за київський СКА. У другій лізі чемпіонату СРСР дебютував в грі проти рівненського «Вереса», вийшовши на заміну після перерви.
У чемпіонатах України починав грати за «Таврію» (Херсон), яку тренував Балан. У 1994 році перейшов в миколаївський «Евіс», який претендував на місце у вищій лізі. Вирішальною в боротьбі за путівку до «вишки» була зустріч з іншим претендентом - командою «Поліграфтехніка» (Олександрія). За чотири тури до фінішу суперники зустрілися на Центральному міському стадіоні. За рахунку 0:0 на 65-ій хвилині матчу арбітр поставив пенальті в ворота миколаївців. У цей момент Собещаков зумів налаштуватися і в стрибку відбити удар Пугача. За сім хвилин до фінального свистка Вадим Сорокін забив переможний м'яч, який приніс «Евісу» друге місце і путівку до вищої ліги.
17 липня 1994 року в грі з луганською «Зорею» воротар дебютував у вищій лізі. У воротах «корабелів» відстояв два сезони у «вишці», але на фініші сезону 1995/96 років після чергової поразки від сімферопольської «Таврії» тренер миколаївців Євген Кучеревський звинуватив Собещакова в двох пропущених м'ячах і відрахував його з команди. Після цього воротар деякий час грав у сусідній «Олімпії ФК АЕС» у другій лізі.
У 1997 році ще один миколаївський тренер - колишній воротар - Євген Лемешко порекомендував Собещакова Михайлу Фоменку в «Металіст». Новачок у другому колі чемпіонату 1996/97 років зіграв без замін у всіх 22-х іграх чемпіонату, 13 з них відстояв «на нуль». У підсумку, «Металіст» займав після першого кола 22-ге місце з 24-ох команд, завершив турнір на 11-му місці. У наступному чемпіонаті після 0:2 від «Миколаєва», в ворота харків'ян став Олександр Горяїнов, і так як до кінця першого кола «Металіст» не програвав, міняти голкіпера сенсу не було. Аби не бути запасним воротарем, Собещаков умовив Фоменко відпустити його в «Верес».
Влітку 1998 року Собещаков був запрошений в рідний СК «Миколаїв» (так став називатися колишній «Суднобудівник» й «Евіс») на місце Олександра Лавренцова, який покинув клуб в числі провідних гравців команди після перемоги в чемпіонаті першої ліги. Відігравши половину сезону у вищій лізі, Собещаков покинув миколаївський клуб, який почав зазнавати фінансових труднощів, і перейшов у клуб першої ліги - «Торпедо» (Запоріжжя), який боровся за підвищення в класі. Підсумкове третє місце давало право запорожцям починати сезон 2000/01 років у вищій лізі, але клуб був оголошений банкрутом, відмовився від свого права, а місце у «вишці» розіграли між собою «Черкаси» та «Прикарпаття». Однак Собещаков залишився в команді і захищав її ворота до остаточного розформування клубу восени 2000 року.
У сезоні 2001/02 років виступав у чемпіонаті Молдавії в команді «Ністру» (Атаки). Став одним з найкращих воротарів турніру. Грав у фінальному матчі Кубку Молдови, в якому «Ністру» лише в додатковий час поступився чемпіону країни - «Шерифу» (2:3).
Надалі грав у командах «Електрометалург-НЗФ» і «Бершадь». Завершив кар'єру в 2006 році в южноукраїнської «Енергії».

## Досягнення
- Національний дивізіон Молдови
  -  Срібний призер (1): 2001/02

- Кубок Молдови
  -  Фіналіст (1): 2001/02

## Освіта
Закінчив Миколаївський державний педагогічний інститут.